# Protodiptera
Los protodípteros (Protodiptera) son un orden extinto de insectos endopterigotos, que son considerados como formas de transición entre los mecópteros (moscas escorpión) y los dípteros (moscas verdaderas).
La transición entre los mecópteros y los dípteros es uno de los ejemplos más impresionantes de transición evolutiva en los insectos. Mecoptera es, en la actualidad, un pequeño orden con nueve familias y sólo alrededor de cuatrocientas especies descritas. Eran mucho más diversos en el período Pérmico y en la Era Mesozoica, con doce familias (Ross et al., 1982). Las moscas escorpión son insectos de pequeño a mediano tamaño con piezas bucales masticadoras a menudo al final de una cabeza alargada. Tienen también una venación alar característica. Los dípteros, por otra parte, se definen como insectos que poseen sólo un par de alas, habiéndose reducido las posteriores a pequeñas estructuras de balanceo llamadas halterios o balancines. La venación alar de los dípteros incluye una característica «curvatura» cerca de la base de una de las venas. Esta diferencia permite la identificación de las alas de los mecópteros y los dípteros. Estudios comparativos han sugerido que los dípteros evolucionaron de los mecópteros. Las moscas más primitivas, Tipulidae (moscas grulla), presentan características que recuerdan a las moscas escorpión (Ross et al.,1982; Riek, 1970; Gillott, 1980).
En 1953, Edgar F. Riek describió un ala fósil pérmica que tenía la característica curvatura en la vena del ala que es identificativa para los dípteros. Pero el ala también presentaba una venación similar a la de las moscas escorpión del Pérmico; así la ubicó en un suborden de los mecópteros que llamó Protodiptera. La similitud le llevó a predecir que se encontraría una mosca fósil de cuatro alas, y en 1976 describió un fósil más completo de un insecto de cuatro alas que poseía la característica venación de los dípteros junto a algunas similitudes con los mecópteros; además, las alas posteriores eran más pequeñas que las anteriores, sugiriendo que la evolución hacia la forma díptera estaba en camino; el tercer segmento del tórax también estaba reducido, otra característica intermedia entre los mecópteros y los dípteros. Este insecto fósil, llamado Choristotanyderus nanus, fue usado por Riek para definir un nuevo suborden de dípteros que incluyese aquellas formas fósiles de cuatro alas (Riek, 1976).